# Garpen, Småland
Garpen är en sjö nordöst om Hultarp i Hultsfreds kommun i Småland och ingår i Emåns huvudavrinningsområde. Den avvattnas genom Gårdvedaån.